# Кубично уравнение
Кубично уравнение в математиката е уравнение от трета степен от вида
{\displaystyle ax^{3}+bx^{2}+cx+d=0,\,}
където a, b, c и d са параметри и
{\displaystyle a\neq 0.}
В комплексната равнина кубичното уравнение може да има до 3 различни решения.
Кубичното уравнение от общ вид може да се приведе в каноничен вид чрез заместване на променливата {\displaystyle x=y-{\tfrac {b}{3a}},} което го привежда към:
{\displaystyle y^{3}+py+q=0,} където
{\displaystyle q={\frac {2b^{3}}{27a^{3}}}-{\frac {bc}{3a^{2}}}+{\frac {d}{a}}={\frac {2b^{3}-9abc+27a^{2}d}{27a^{3}}},}
{\displaystyle p={\frac {c}{a}}-{\frac {b^{2}}{3a^{2}}}={\frac {3ac-b^{2}}{3a^{2}}}.}
Общото решение на уравнението от трета степен се получава по формулата на Кардано.